# Terre selvagge (romanzo)
Terre selvagge è un romanzo dello scrittore italiano Sebastiano Vassalli. Racconta la storia romanzata della battaglia dei Campi Raudii (101 a.C.) nella quale il console romano Gaio Mario sconfisse definitivamente e disperse nei pressi di Vercelli il popolo dei Cimbri che aveva tentato l'invasione della repubblica romana.
Il titolo si riferisce ai Campi Raudii, sfondo della vicenda, che per Vassalli rappresentano il “far west, il lontano e selvaggio occidente dell'Italia che i Romani dovevano attraversare per raggiungere i valichi alpini”. Erano terre disabitate, incolte, ecco perché “terre selvagge”.

## Trama
La storia si sviluppa intorno alle alterne vicende di alcuni personaggi, protagonisti assoluti del romanzo: da una parte il fabbro Tasgezio, abitante di Proh, cittadina conquistata dai Romani e ora minacciata dai Cimbri; Mario con l'esercito romano, impegnato nella spedizione militare per la difesa del territorio e infine Agilo l'Orso e Boiorige, capi valorosi dei Cimbri determinati a unirsi ai Teutoni e agli Ambroni, i due popoli con cui avevano progettato di invadere l'Italia e raggiungere Roma.
La storia è ambientata nel 101 a.C. presso i Campi Raudii, corrispondenti all'attuale pianura piemontese, attraversata dai fiumi Dora, Sesia, Tanaro e da un tratto del fiume Po. Qui si svolge la grande battaglia tra i Cimbri e i Romani per il predominio del territorio e per la stessa sopravvivenza di Roma.
Mario era stato incaricato dal Senato romano di occuparsi della controffensiva contro i Cimbri, dopo il grande successo ottenuto nella battaglia ad Aquae Sextiae nella Gallia meridionale contro Teutoni e Ambroni. Con le sue legioni e quelle di Lutazio Catulo l’homo novus si accampa nella pianura ai piedi del monte Ros, dove i Cimbri si erano fermati. Egli non era un dux come tutti gli altri: non aveva cioè caratteristiche che lo rendessero superiore agli condottieri romani, “era piccolo di statura, tarchiato e scuro di capelli”, era solito pensare tra sé e sé ad alta voce ed era scrupolosamente attento a ogni particolare, poiché credeva che anche un minimo sbaglio avrebbe potuto compromettere gli esiti della guerra.
Mentre nel campo romano si allestiscono i preparativi per la difesa e lo sperato attacco decisivo, nel campo nemico i comandanti più importanti si riunivano in assemblea per decidere come procedere. I Cimbri, che erano molto legati alle loro divinità, avevano fatto della guerra la loro ragione di vita terrena in preparazione della vita nell'aldilà. Una parte dei comandanti tuttavia avrebbe voluto fermarsi definitivamente nella pianura del monte Ros, identificata nella terra promessa Miðgarðr, come era stato profetizzato dalla loro divinità Hermodh e abbandonare la vita nomade, un'altra, più radicale, desiderava continuare le conquiste perché, a suo dire, il viaggio non era ancora concluso. 
Vassalli fornisce un excursus dettagliato sugli usi e i costumi dei Cimbri: la loro bevanda tradizionale, la birra, fatta con la segale e l'orzo, le feste in onore degli dei, in particolare la festa di Ostar, dea della primavera; il ruolo delle donne all'interno della società, mogli fertili e madri premurose.
Tra i più grandi combattenti cimbri vi è, come accennato, Agilo “l'Orso”, che ha due figlie: Rhamis e Sigrun; la prima è la classica donna cimbra, sposata con il grande guerriero Boiorige e madre di due figli. Sigrun invece è una ragazza particolare: ella infatti non desidera sposarsi con un guerriero qualunque, anzi preferisce non sposarsi affatto. La sua storia è strettamente legata a quella del fabbro Tasgezio.
Quando i due eserciti iniziano lo scontro, Sigrun comprende subito che i Romani avrebbero avuto la meglio e fugge via dall'accampamento. In effetti Mario riesce a prevalere sui Cimbri, nonostante essi abbiano più volte cercato di intimidirli, impedendo loro di uscire dal campo senza subire agguati e scoraggiandoli con canti di guerra lamentosi e terrificanti al suono. I Cimbri tentano la ritirata e quindi la fuga, ma chi era riuscito a tornare all'accampamento aveva trovato comunque la morte: le donne infatti, considerando segno di viltà quel loro gesto pavido, avevano ucciso i figli, i rispettivi mariti, e poi loro stesse. Un intero popolo non esisteva più. Soltanto Sigrun era riuscita a scappare, ed era stata trovata e soccorsa dal fabbro Tasgezio. Costui, abitante di Proh, era l'unico della sua gente,  rimasto nel villaggio assieme a sua madre Lunilla, in seguito all'arrivo degli invasori nella pianura vicina. Egli aveva confidato fin da subito nell'intervento di Mario e dell'esercito romano. In passato era stato sposato con “la Lisca”, una ragazza troppo giovane e troppo dissoluta per rimanere con lui: non appena ne aveva avuto l'occasione era scappata con un ricco mercante etrusco e non si era fatta più viva, se non quando aveva avuto bisogno di un posto dove lasciare il piccolo avuto dall'amante, contando nuovamente sull'ingenuità e la generosità di Tasgezio. Quando il fabbro incontra Sigrun, la sua vita cambia ancora: non si innamorano subito, parlano lingue diverse ed ella inoltre è ancora turbata per la scomparsa del suo popolo e per le scene tremende a cui aveva assistito. Col tempo però i due si affezionano e Tasgezio promette di prendersi sempre cura di lei.
La storia termina con la costruzione a Cameriano, nei pressi dei Campi Raudii, dell'arco di trionfo in onore di Mario ma l'evento è turbato da un presagio: una nuvola di uccelli grigi passa sopra e dentro l'arco. Secondo le credenze dell'epoca era questo segno di malaugurio per chiunque ne fosse il destinatario, cioè Mario; ragion per cui Silla, geloso dei successi del compagno in armi, intravede l'inizio del declino dell’homo novus.

## Edizioni
- Sebastiano Vassalli, 6.Campi Raudii, in Terre Selvagge, Milano, Rizzoli, 2014, ISBN 978-88-58-66225-0.
- Sebastiano Vassalli, Terre selvagge, Rizzoli, 2015, ISBN 9788817080729.